# Паласиос, Тиаго
Тья́го Тома́с Пала́сиос (исп. Tiago Tomás Palacios; род. 28 апреля 2003, Хенераль-Пико, Ла-Пампа) — аргентинский футболист, защитник клуба «Интернационале».

## Клубная карьера
Паласиос — воспитанник клуба «Тальерес». 9 апреля 2022 года в матче против «Дефенса и Хустисия» он дебютировал в аргентинской Примере.  